# Борго Капраро (Рагуза)
Борго Капраро је насеље у Италији у округу Рагуза, региону Сицилија.
Према процени из 2011. у насељу је живело 26 становника. Насеље се налази на надморској висини од 205 м.